# Harri Pesonen
Harri Pesonen (6 de agosto de 1988) é um jogador de hóquei no gelo finlandês.
Ele já jogou na National League com Lausanne HC e na Kontinental Hockey League (KHL) com Metallurg Magnitogorsk e Ak Bars Kazan. Nos Jogos Olímpicos de Inverno de 2022 em Pequim, conquistou a medalha de ouro no torneio masculino.